# Németh Mária (operaénekes)
Németh Mária (Körmend, 1897. március 13. – Bécs, 1967. december 28.) magyar operaénekes (szoprán), elsősorban olasz repertoárral. A két világháború közti időszak egyik vezető szopránja.

## Élete
Németh János és Czvitkovics Katalin gyermekeként született. Zalaszentgróton nőtt fel, ahol édesapja tanító volt. Már itt énekelt a templomi kórusban. A középiskolát Keszthelyen és Pozsonyban végezte. 1917-ben házasodott, s az első világháborúban Szerbiában szolgáló férje után ment. A háború után Budapesten Anthes Györgynél kezdett komolyabb énektanulmányokat, de az ő halála miatt 1922-től dr. László Gézánál folytatta, majd Milánóban Giannina Russnál, Nápolyban Fernando de Lucianál és Bécsben Felicie Kaschowskánál.
Az Operaház nem akarta alkalmazni, ezért a Városi Színházban debütált 1923-ban, Goldmark Károly Sába királynőjének Szulamit szerepében. Pályája kezdetén lírai és koloratúra szerepeket énekelt, majd fokozatosan tért át a drámai szopránrepertoárra. 1925 és 1946 között a bécsi Staatsoper sztárja volt, de fellépett 1928-ban Párizsban a Constanza (Szöktetés a szerájból) szerepében, és 1931-ben a londoni Royal Opera House-ban Turandotot énekelte.
Elbűvölő hangja és figyelemreméltó énektechnikája lehetővé tette, hogy olyan különböző hangkarakterű szerepeket is elénekeljen, mint Constanza (Szöktetés a szerájból), az Éj királynője (A varázsfuvola), Amelia (Az álarcosbál) és Aida. Donna Anna (Don Giovanni), Tosca és Turandot szerepében korának legjobbjai között tartották számon. Sikerrel énekelt Richard Wagner-szerepeket is, mint például a Brünnhilde.

## Fordítás
- Ez a szócikk részben vagy egészben  a   Maria Nemeth című angol Wikipédia-szócikk ezen változatának fordításán alapul.  Az eredeti cikk szerkesztőit annak laptörténete sorolja fel. Ez a jelzés csupán a megfogalmazás eredetét és a szerzői jogokat jelzi, nem szolgál a cikkben szereplő információk forrásmegjelöléseként.